# Gran Premi del Canadà
|  | Aquest article tracta sobre Fórmula 1. Si cerqueu informació sobre motociclisme, vegeu «Gran Premi del Canadà de motociclisme». |

El Gran Premi del Canadà (en francès Grand Prix du Canada, en ingles Canadian Grand Prix) és una carrera vàlida pel campionat mundial d'automobilisme de Fórmula 1, que es disputa al Canadà des de l'any 1967.
Fins a la temporada 1977 es va disputar als circuits de Mosport, Ontario i Saint-Jovite, a Quebec. A partir de 1978, es disputa regularment a Mont-real.
El primer guanyador a Montreal fou el corredor canadenc Gilles Villeneuve, nascut a Quebec i mort durant les proves de qualificació del Gran Premi de Bèlgica de 1982. Després de la seva mort, el circuit de Montreal va ser batejat com a Circuit Gilles Villeneuve en el seu honor.
Al Gran Premi del Canadà del 1982 va haver-hi un greu accident on Riccardo Paletti va morir després de xocar amb el seu Osella contra el monoplaça de Didier Pironi.
Fins al Gran Premi del Canadà del 1997 no va haver-hi un altre greu accident, Olivier Panis va patir ferides i fractures en ambdues cames. Panis va haver de deixar les curses durant les següents nou carreres i molts pensen que aquest accident va causar greuges al guanyador del Gran Premi de Mònaco del 1996 de forma perdurable.
A la cursa de 1999, la corba final del Circuit Gilles Villeneuve es va fer famosa, ja que tres campions de Fórmula 1, Damon Hill, Michael Schumacher i Jacques Villeneuve van xocar tots contra el mateix mur.

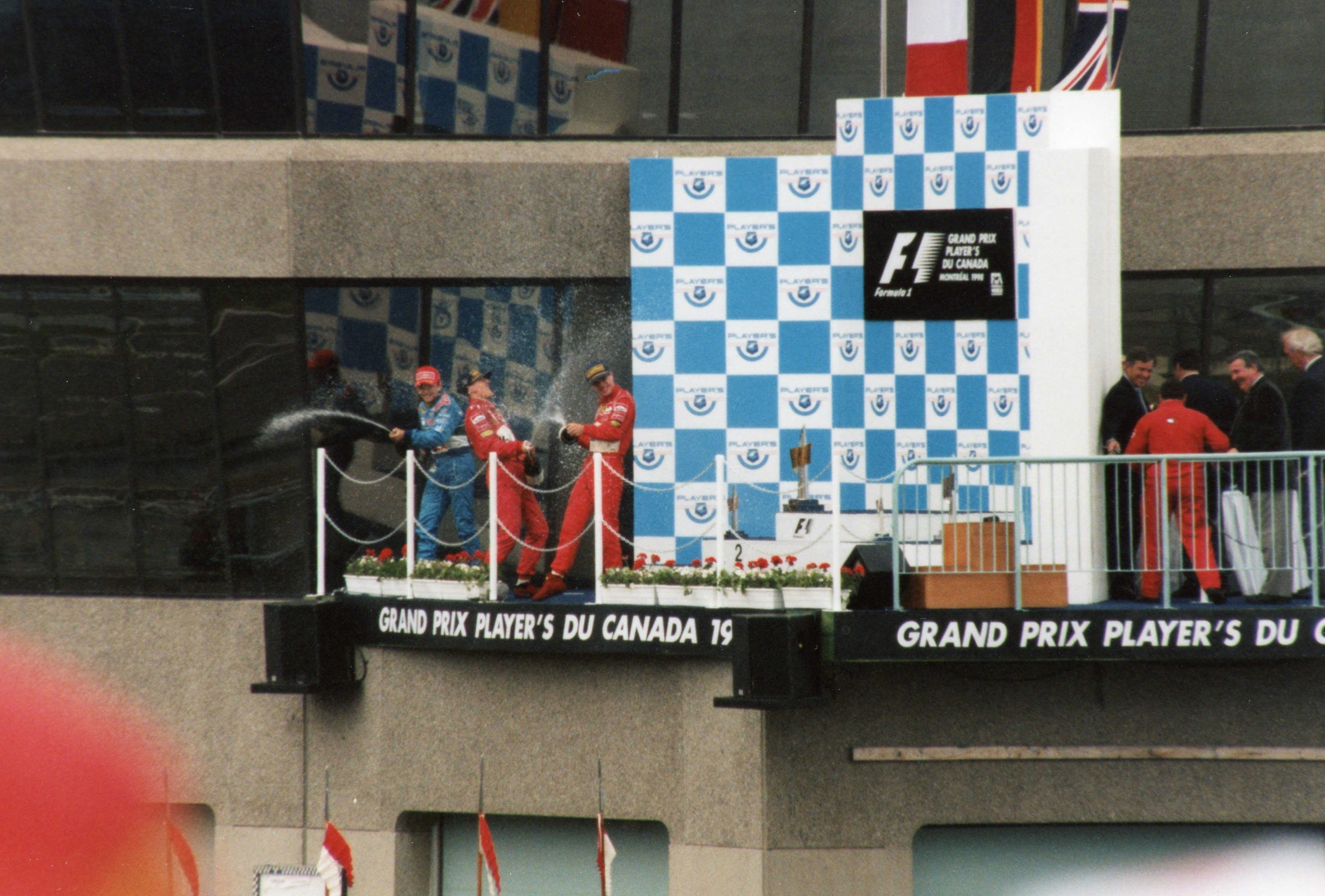
G.Fisichella, M.Schumacher i E.Irvine celebrant el podi del Gran Premi del Canadà del 1998.

Degut a les noves regulacions respecte a la publicitat de tabac a l'esport i a la creació de nous circuits, el Gran Premi del Canadà no fou inclosa en el programa inicial del campionat del 2004, però els organitzadors van aconseguir reunir suficients fons per mantenir el circuit en el campionat, amb el que la temporada d'aquest any va incloure 18 carreres.
Al Gran Premi del Canadà del 2007, el pilot polonès Robert Kubica va patir un greu accident a més de 300 km/hora en el que va sortir il·lès. L'any següent va guanyar la prova en la que va ser la seva primera victòria a la F1.
A la temporada 2009 no es va disputar el GP, però a la següent temporada (2010) ja s'ha tornat a disputar, amb la victòria del britànic Lewis Hamilton.

## Guanyadors del Gran Premi del Canadà
| Any  | Pilot                   | Equip              | Circuit                   | Resultats |
| ---- | ----------------------- | ------------------ | ------------------------- | --------- |
| 2014 | Daniel Ricciardo        | Red Bull Racing    | Circuit Gilles Villeneuve | Resultats |
| 2013 | Sebastian Vettel        | Red Bull Racing    | Circuit Gilles Villeneuve | Resultats |
| 2012 | Lewis Hamilton          | McLaren - Mercedes | Circuit Gilles Villeneuve | Resultats |
| 2011 | Jenson Button           | McLaren - Mercedes | Circuit Gilles Villeneuve | Resultats |
| 2010 | Lewis Hamilton          | McLaren - Mercedes | Circuit Gilles Villeneuve | Resultats |
| 2009 | NO ES VA DISPUTAR EL GP |                    |                           |           |
| 2008 | Robert Kubica           | BMW - Sauber       | Circuit Gilles Villeneuve | Resultats |
| 2007 | Lewis Hamilton          | McLaren - Mercedes | Circuit Gilles Villeneuve | Resultats |
| 2006 | Fernando Alonso         | Renault            | Circuit Gilles Villeneuve | Resultats |
| 2005 | Kimi Räikkönen          | McLaren - Mercedes | Circuit Gilles Villeneuve | Resultats |
| 2004 | Michael Schumacher      | Ferrari            | Circuit Gilles Villeneuve | Resultats |
| 2003 | Michael Schumacher      | Ferrari            | Circuit Gilles Villeneuve | Resultats |
| 2002 | Michael Schumacher      | Ferrari            | Circuit Gilles Villeneuve | Resultats |
| 2001 | Ralf Schumacher         | Williams - BMW     | Circuit Gilles Villeneuve | Resultats |
| 2000 | Michael Schumacher      | Ferrari            | Circuit Gilles Villeneuve | Resultats |
| 1999 | Mika Häkkinen           | McLaren - Mercedes | Circuit Gilles Villeneuve | Resultats |
| 1998 | Michael Schumacher      | Ferrari            | Circuit Gilles Villeneuve | Resultats |
| 1997 | Michael Schumacher      | Ferrari            | Circuit Gilles Villeneuve | Resultats |
| 1996 | Damon Hill              | Williams - Renault | Circuit Gilles Villeneuve | Resultats |
| 1995 | Jean Alesi              | Ferrari            | Circuit Gilles Villeneuve | Resultats |
| 1994 | Michael Schumacher      | Benetton - Ford    | Circuit Gilles Villeneuve | Resultats |
| 1993 | Alain Prost             | Williams - Renault | Circuit Gilles Villeneuve | Resultats |
| 1992 | Gerhard Berger          | McLaren - Honda    | Circuit Gilles Villeneuve | Resultats |
| 1991 | Nelson Piquet           | Benetton - Ford    | Circuit Gilles Villeneuve | Resultats |
| 1990 | Ayrton Senna            | McLaren - Honda    | Circuit Gilles Villeneuve | Resultats |
| 1989 | Thierry Boutsen         | Williams - Renault | Circuit Gilles Villeneuve | Resultats |
| 1988 | Ayrton Senna            | McLaren - Honda    | Circuit Gilles Villeneuve | Resultats |
| 1986 | Nigel Mansell           | Williams - Honda   | Circuit Gilles Villeneuve | Resultats |
| 1985 | Michele Alboreto        | Ferrari            | Circuit Gilles Villeneuve | Resultats |
| 1984 | Nelson Piquet           | Brabham - BMW      | Circuit Gilles Villeneuve | Resultats |
| 1983 | René Arnoux             | Ferrari            | Circuit Gilles Villeneuve | Resultats |
| 1982 | Nelson Piquet           | Brabham - BMW      | Circuit Gilles Villeneuve | Resultats |
| 1981 | Jacques Laffite         | Ligier - Matra     | Circuit Gilles Villeneuve | Resultats |
| 1980 | Alan Jones              | Williams - Ford    | Circuit Gilles Villeneuve | Resultats |
| 1979 | Alan Jones              | Williams - Ford    | Circuit Gilles Villeneuve | Resultats |
| 1978 | Gilles Villeneuve       | Ferrari            | Circuit Gilles Villeneuve | Resultats |
| 1977 | Jody Scheckter          | Wolf - Ford        | Mosport Park              | Resultats |
| 1976 | James Hunt              | McLaren - Ford     | Mosport Park              | Resultats |
| 1974 | Emerson Fittipaldi      | McLaren -Ford      | Mosport Park              | Resultats |
| 1973 | Peter Revson            | McLaren - Ford     | Mosport Park              | Resultats |
| 1972 | Jackie Stewart          | Tyrrell - Ford     | Mosport Park              | Resultats |
| 1971 | Jackie Stewart          | Tyrrell - Ford     | Mosport Park              | Resultats |
| 1970 | Jacky Ickx              | Ferrari            | Mont-Tremblant            | Resultats |
| 1969 | Jacky Ickx              | Brabham - Ford     | Mosport Park              | Resultats |
| 1968 | Denny Hulme             | McLaren - Ford     | Mont-Tremblant            | Resultats |
| 1967 | Jack Brabham            | Brabham - Repco    | Mosport Park              | Resultats |